# Billig

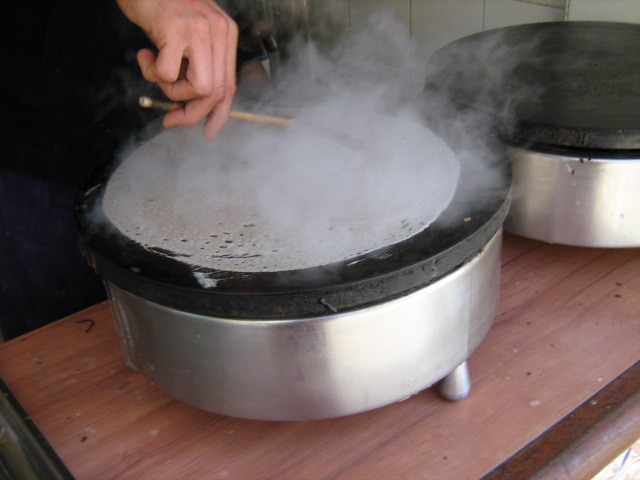
Une billig moderne fonctionnant au gaz

Un ou une billig en breton, portant de nombreux autres noms en gallo ou en français, est une plaque épaisse circulaire en fonte d'une quarantaine de centimètres de diamètre, utilisée en cuisine bretonne pour faire cuire les crêpes de froment ou de sarrasin, et les galettes.
Anciennement chauffée au bois, la plaque est à présent chauffée au gaz ou à l'électricité. Elle s'utilise avec un rozell (petit râteau plat) et une spatule.
La plaque et ses accessoires portent de nombreux noms suivant les langues et les lieux de Bretagne.

## Étymologie et autres appellations

### En Basse-Bretagne
En Basse-Bretagne, on parle de pillig, nom féminin en breton, ; billig (bilig) étant la forme mutée (lénifiée) après l'article défini « ar » : « ar billig ». Billig est aussi le nom d'un modèle de crêpière commercialisé par la société française Krampouz, et qui est entrée par antonomase dans le langage courant pour désigner une crêpière. Le nom billig est utilisé dans le langage commun régional breton et adopté pour le modèle de crêpière à destination familiale de la marque Krampouz.
En français billig est utilisé au masculin ou au féminin, le déterminant ar en breton signifiant indifféremment « le » ou « la » sans distinction de genre.
Le mot pillig étant féminin, une mutation (de p en b) s'applique naturellement sur la première lettre lorsque le mot est employé au singulier : on dit donc ar billig ; et ar pilligoù au pluriel.
En breton, on utilise aussi le mot kleurc'h,.
Le terme « krampouz billig » est une marque commerciale de la marque Krampouz.

### En Haute-Bretagne
En Haute-Bretagne, on parle de crépière, tuile, galetier, pierre, gachoué ou gaofferoué en gallo. Le terme galtouer est attesté en 1588 dans une cheminée du manoir de la Crochaye au Plessix-Balisson.
Les différents termes ont une racine probablement commune : jalet en gallo et bili en breton, tous deux signifiant « galet ».

## Description

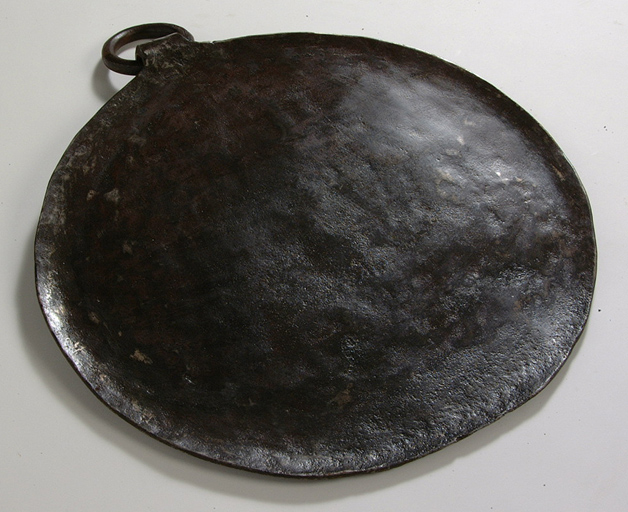
Tuile à galettes en fonte du XIX. L'anneau permet de suspendre la plaque quand elle ne sert pas. - Collections du musée de Bretagne.

La plaque, d'un diamètre variant généralement entre 33 et 60 centimètres, est posée sur un trépied métallique.
À l'origine une pierre ronde, donnant son étymologie à l'appareil, ou une plaque en terre cuite, la plaque de cuisson est en fonte depuis le XVe siècle.
Avant l'apparition de l'électricité ou du gaz dans les campagnes bretonnes, la cuisson se faisait au feu de bois. Le trépied permet d'enserrer de petits fagots de bois secs enflammés suivant une méthode particulière ; pour cuisiner à l'extérieur, la plaque est posée sur un fourneau cylindrique.
Au courant du XXe siècle, le bois est progressivement remplacé par l'électricité ou le gaz,, le trépied étant conservé afin d'isoler la source de chaleur du mobilier supportant la plaque de fonte.
Les plaques modernes sont en fonte usinée, ce qui nécessite une opération de culottage pour en préparer la surface, à l'aide d'huile ou de « lardiguel » (mélange d'œuf et de matière grasse — saindoux ou huile).

## Ustensiles

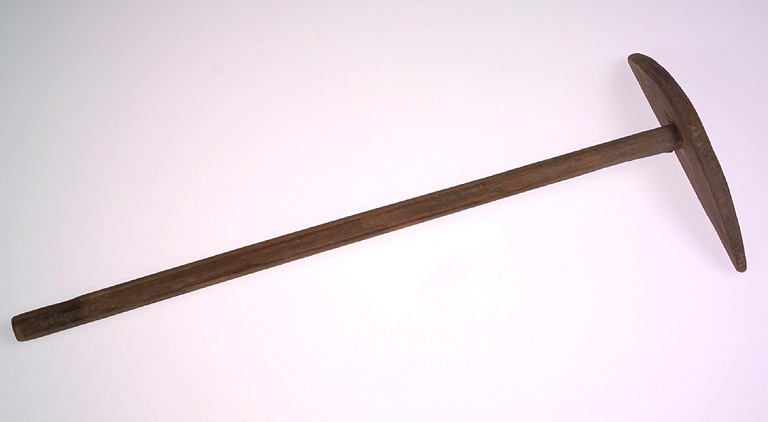
Rouable en bois

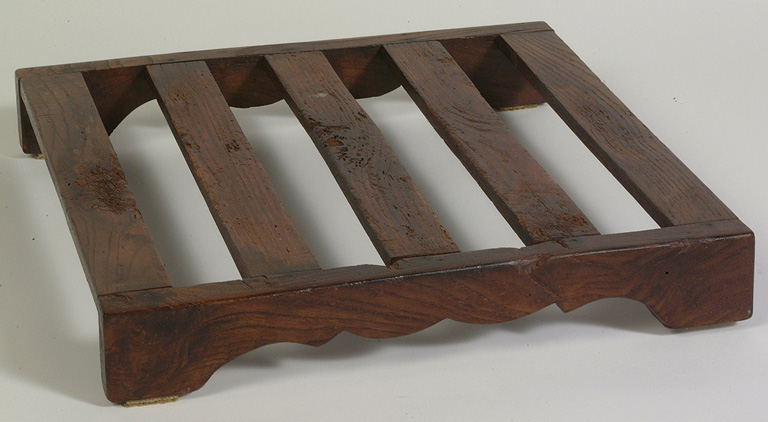
Caillebotis à galette ou hèche.

La pâte à crêpe est étalée à l'aide d'un petit râteau plat, nommé rozell en Basse-Bretagne, ou parfois askeldenn. En Haute-Bretagne, on dit un rouable ou une raclette.
Sitôt cuite, la crêpe est décollée et retournée avec une grande spatule, nommée spanell, ou sklisenn en Basse-Bretagne ; tournette ou viroué en Haute-Bretagne.
La spanell est en buis ou en frêne, maintenant on en fabrique en peuplier, et des spatules métalliques sont même parfois utilisées ; autrefois, elles constituaient des objets d'art avec des variations locales, et un manche souvent sculpté. Quant à la forme, les tournettes de la région de Rennes présentaient une pointe carrée ; celles de Redon étaient assez larges pour retourner une galette entière.
En Haute-Bretagne, les galettes fraîches sont placées sur une « hèche » (aussi nommée « cliae » ou un « hec »).
Une terrine contenant la pâte complète l'ensemble.